# Oxycodone/paracetamol
Sự kết hợp oxycodone/paracetamol (tên thương mại tại Bắc Mỹ là Percocet, thuốc gốc Endocet và Ratio-Oxycocet ở Canada) là một kết hợp thuốc giảm đau opioid/không opioid dùng để điều trị cơn đau trung bình đến nặng cấp tính (ngắn hạn), được Endo International plc, trước đây là Dược phẩm Endo tung ra thị trường.

## Lịch sử
Cục Quản lý Thực phẩm và Dược phẩm Hoa Kỳ đã phê duyệt Percocet lần đầu tiên vào năm 1976, mã số phê duyệt ANDA 085106.

## Thành lập công thức
Kể từ tháng 8 năm 2014, Endo International sản xuất Percocet với các liều lượng sau. Viên Percocet có sẵn trong bốn dạng kết hợp oxycodone hydrochloride với 325 mg paracetamol/acetaminophen, mỗi loại có bề ngoài khác nhau và với liều dùng tối đa hàng ngày thông thường:
Do độc tính gan của paracetamol, nhà sản xuất và hướng dẫn liều dùng của FDA đề nghị không quá 4000 mg paracetamol được uống mỗi ngày, sẽ là 12 hoặc ít hơn số viên Percocet được uống mỗi ngày vì mỗi viên chứa 325 mg paracetamol.

## Số lượng tử vong
Vào ngày 30 tháng 6 năm 2009, hội đồng tư vấn của FDA khuyến nghị Percocet, Vicodin và mọi sự kết hợp khác của acetaminophen với thuốc giảm đau gây nghiện  bị hạn chế trong doanh số vì những đóng góp của thuốc này trong 400 trường hợp tử vong liên quan đến acetaminophen ở Hoa Kỳ năm, đó là do quá liều acetaminophen và tổn thương gan liên quan.
Vào tháng 12 năm 2009, Tạp chí Hiệp hội Y khoa Canada đã báo cáo một nghiên cứu tìm thấy sự gia tăng gấp năm lần các ca tử vong liên quan đến oxycodone ở Ontario (chủ yếu là do tình cờ) từ năm 1991 đến 2007 dẫn đến tăng gấp đôi số ca tử vong ở Ontario liên quan đến opioid trong cùng thời kỳ.